# Valya Balkanska
Valya Mladenova Balkanska (em búlgaro: Валя Младенова Балканска; nascida em 8 de janeiro de 1942) é uma cantora de música folclórica da Bulgária, originária das Montanhas Ródope. É conhecida localmente por seu amplo repertório de canções folclóricas dos Bálcãs, mas, no Ocidente, principalmente por ter gravado a canção "Izlel ye Delyo Haydutin", parte da seleção de músicas do Voyager Golden Record incluída nas duas naves do Programa Voyager, lançadas em 1977.

## Início da vida
Nascida como Feyme Kestebekova (em búlgaro: Фейме Кестебекова) em uma família pomak em um povoado próximo à vila de Arda, Província de Smolyan, Balkanska canta canções folclóricas das Ródope desde a primeira infância.

### Carreira
Balkanska apresenta um repertório de mais de 300 canções na Bulgária e no exterior. Ela trabalha com o Conjunto Estatal Rodopa de Canções e Danças Folclóricas de Smolyan, do qual é solista, desde 1960. Seu álbum Glas ot vechnostta (Voice from the Eternity), lançado em 2004, é uma compilação de suas canções mais conhecidas, incluindo "A bre yunache ludo i mlado", "Goro le goro zelena" e "Maychinko stara maychinko".

### «Izlel ye Delyo Haydutin» e Voyager
Balkanska é mais famosa, no Ocidente, pela canção "Izlel ye Delyo Haydutin", que ela gravou em 1968 acompanhada pelos tocadores de gaita de fole (gaida) Lazar Kanevski e Stephan Zahmanov. Sua gravação mais conhecida foi realizada no final da década de 1960 pelo pesquisador americano de folclore búlgaro Martin Koening e lançada em vinil nos Estados Unidos. Alguns anos depois, um exemplar desse disco foi adquirido, por acaso, entre outros discos destinados à preparação do Golden Record, uma mensagem da Terra para além do Sistema Solar, a bordo de duas naves idênticas do Programa Voyager da NASA. A canção foi incluída na seleção musical final de 90 minutos feita por Carl Sagan e voou primeiro na Voyager 2, lançada em 20 de agosto de 1977, e duas semanas depois, em 5 de setembro de 1977, na Voyager 1. Em 25 de agosto de 2012, a Voyager 1 se tornou o primeiro objeto de origem humana a deixar a Heliosfera e entrar no meio interestelar.

## Reconhecimentos
Em 2002, Balkanska recebeu a condecoração Stara Planina Orden (a mais alta distinção búlgara). Ela foi homenageada com sua própria placa na Calçada da Fama da Bulgária, em Sófia, em dezembro de 2005.